# Tankard
A Tankard ("Söröskorsó") egy német thrash metal együttes.
A zenekar egyike a nagy német thrash metal együtteseknek, a Kreatorral, a Sodommal és a Destructionnel együtt. A zenekar fő témája a sör, ezért a rajongók elnevezték "sörmetálnak" a stílusukat. Szinte az összes dalaikban fontos szerepet játszik a "folyékony kenyér". 1982-ben alakultak meg Frankfurtban. Első nagylemezüket 1986-ban jelentették meg. Korábban "Avenger" és "Vortex" neveken tevékenykedett, 1983-ban változtatták Tankardra. 

## Tagok
- Andreas Geremia
- Andreas Gutjahr
- Frank Thorwarth
- Olaf Zissel

### Korábbi tagok
- Bernhard Rapprich
- Axel Katzmann
- Oliver Werner
- Andy Bulgaropoulos
- Arnulf Tunn.

## Lemezek
- Zombie Attack (1986)
- Chemical Invasion (1987)
- The Morning After (1988)
- The Meaning of Life (1990)
- Stone Cold Sober (1992)
- Two-Faced (1994)
- The Tankard (1995)
- Disco Destroyer (1998)
- Kings of Beer (2000)
- B'Day (2002)
- Beast of Bourbon (2004)
- The Beauty and the Beer (2006)
- Thirst (2008)
- Vol(l)ume 14 (2010)
- A Girl Called Cerveza (2012)
- R.I.B. (2014)
- One Foot in the Grave (2017)